# Battles
Battles é um grupo novaiorquino de Rock.
A banda é facilmente identificada sob o rótulo de "math rock". Com influência do free jazz, o gênero tem uma estrutura complexa, quase dissonante, que foge do padrão roqueiro usual. 
Independentemente da nomenclatura, o Battles acumula um background extenso e reúne influências diversas. Prova disso que, quando esteve no Brasil em 2007, a banda foi atração tanto de um festival de rock, o Goiânia Noise, quanto de um de música eletrônica, o  Eletronika. Famoso por suas performances ao vivo, a banda se orgulha de fazer tudo completamente ao vivo, sem a ajuda de samples ou programas.
John Stanier, baterista e porta-voz da banda, tocou no Helmet, cultuada banda de pós-hardcore, com quem esteve no Brasil em 1994, e ainda é membro do Tomahawk, projeto de heavy metal com Mike Patton (Faith no More). O guitarrista e baixista Dave Konopka flertou com a eletrônica no Lynx, enquanto o também guitarrista e tecladista Ian Willians liderou o Don Caballero, banda de rock matemático, e o Storm and Stress. Colaborador do Prefuse 73, o vocalista e tecladista Tyondai Braxton é sobrinho do vanguardista de jazz Anthony Braxton. O Battles chegou a abrir shows para o Prefuse 73 em 2005, que, tempos depois, ironicamente, fez o mesmo pela banda.
Foi Scott Herren, o músico por trás do Prefuse 73, que ajudou o Battles a ingressar na Warp, respeitado selo de música experimental de nomes como Aphex Twin e Broadcast, além do projeto de Herren. Por este selo, o Battles lançou em 2007 o elogiado "Mirrored", definido pelo semanário inglês "NME" como "o tipo de álbum que os garotos espertos do rock citarão como fonte de inspiração daqui a uma década". 

## Discografia

### Álbuns
- Mirrored (Warp Records, maio de 2007) - #70 (RU)
- Gloss Drop (Warp Records, junho de 2011) - #48 (RU)
- La Di Da Di (Warp Records, setembro de 2018) - #57 (RU)
- Juice B Crypts (Warp Records, outubro de 2019)

### EP
- "EP C" (Monitor Records, junho de 2004)
- "B EP" (Dim Mak Records, setembro de 2004)
- "EPC (JAPAN ONLY special mix edition)" (Dotlinecircle, outubro de 2004)
- "EP C / B EP" (Warp Records, fevereiro de 2006)
- "Tonto+" (Warp Records, 22 de outubro de 2007 Global, 6 de novembro de 2007 EUA)

### Singles
- "Tras" (junho de 2004, 12")
- "Atlas" (abril de 2007, 12")
- "Tonto"